# 史考特·白歐
史考特·白歐（Scott Baio，1960年9月22日—）是美國的一位演員和電視導演，出生在紐約。他最著名的角色是在情境喜劇《歡樂時光》（Happy Days）中飾演Chachi Arcola。自此之後他也在眾多電視節目中擔任客串來賓，並且也出演過一些獨立電影。他是一位註冊共和黨員並認為自己是一位保守主義者。